# Алберт Еделфелт
Алберт Густаф Аристидес Еделфелт (21. јул 1854 — 18. август 1905) био је финско-шведски сликар познат по свом натуралистичком стилу и реалистичком приступу уметности. Живео је у Великој кнежевини Финској. Својим уметничким радом јеучинио финску културу видљивом у иностранству, пре него што је Финска стекла пуну независност.

## Биографија

### Младост
Еделфелт је рођен 1854. у Порвоу, син шведског архитекте Карла Алберта Еделфелта (1818–1869), који је живео у Финској од ране младости, и Александре Еделфелт, рођене Александра Брант 1833–1901. Његов отац је умро када је још био млад, а мајка је морала сама да одгаја њега и његову млађу браћу и сестре, уз финансијске тешкоће. Био је веома близак са својом мајком током целог живота.
Своје формалне студије уметности започео је 1869. у Школи цртања Финског уметничког друштва у Хелсинкију и наставио као ученик Адолфа фон Бекера ( – ). Затим је од финске владе добио стипендију за студирање историјског сликарства на Краљевској академији лепих уметности у Антверпену, Белгија. Студирао је код Никеза де Кејзера и добио награду за изврсност за слику Александра Великог на самртној постељи. Такође је започео дуготрајно пријатељство са белгијским уметником Емилом Клаусом.
У јесен 1894, са деветнаест година, преселио се у Париз и уписао Школу лепих уметности. Делио је мали студио са финским пријатељем у улици Бонапарта 24. По упутству француског сликара Жан-Леона Жерома наставио је да се фокусира на историјско сликарство, посебно на сцене дугог низа ратова у којима су учествовали Руси, Швеђани и Финци.

После годину дана у Паризу вратио се у Хелсинки, али се вратио у Париз 1876, узимајући атеље на булевару Монпарнас 81. Спријатељио се са сликаром Јулес Бастиен-Лепагеом, који га је упознао са техникама сликања на отвореном. Његово главно дело тог времена је „Шведски војвода Карло ИКС вређа леш свог непријатеља Клауса Флеминга“ (1878). Ово дело које је спојило формални академски стил са елементима пажљивог реализма, као што је прашина на чизмама. Ова слика није изазвала пометњу у Паризу, али је доживела велики успех у Финској; откупило га је Финско друштво лепих уметности.
- „Шведски војвода Карло IX вређа леш свог непријатеља Клауса Флеминга“ (1878)
- Бланш де Намир, краљица Шведске и принц Хакин (1877)
- Спаљено село – сцена из финске сељачке буне 1596 (1879)

Године 1879. имао је први успех на Париском салону, са историјском сликом под насловом „Спаљено село – сцена из финске сељачке побуне 1596. године“. Француски критичари су похвалили реализам фигура, али је Еделфелт приметио несклад између историјских личности и реалистичног окружења на отвореном. Написао је: „Проблем управо са историјским субјектима је у томе што се аспект стварности не може приказати као у сценама које сте сами видели.  Том пресудом је скоро потпуно напустио историјско сликарство и концентрисао се на сликарство на отвореном.
Вратио се на неко време у Финску, а затим се вратио у Париз 1881. и изнајмио нови студио на 147 авену дес Виллиерс.

Почетком 1880-их, Еделфелт је почео да прилагођава неке од карактеристика новог импресионистичког покрета; природно окружење, посебно паркови и баште и обала мора; интимне кућне поставке; игра светлости на фигурама; и брзо извршење, како би се ухватио осећај тренутка. У исто време никада није постао у потпуности импресиониста, пратећи своју реалистичку обуку да се концентрише на прецизне детаље и користећи широку и сложену палету боја.
- Преношење дечјег ковчега (1879)
- Летњи живот на острвима (1880)
- "Момци који се играју на обали" (1884)
- "Бродоградитељи" (1886)

Током 1880-их, Еделфелт је наставио да слика призоре живота у Паризу на отвореном, показујући свој таленат за снимање ефеката светлости, комбинован са својом прецизношћу детаља. У истом периоду створио је широку лепезу интимних домаћих сцена, бележећи детаље париског живота.
- Парижанка чита (1880)
- Парижанка (1883)
- Луксембуршки врт, Париз (1887)

### Портрет Луја Пастера
Године 1880. Еделфелт је постао пријатељ Жан-Батиста Пастера, сина чувеног хемичара Луја Пастера који га је следеће године упознао са Пастером. Постао је близак пријатељ породице и насликао је многе њихове портрете током наредних година. Пастер је имао добар осећај за односе са јавношћу и учествовао је са Еделфелтом у планирању сопственог портрета.

Еделфелдов Пастеров портрет у његовој лабораторији, насликан 1885. године, имао је велики успех на Париском салону 1886. и постао је једна од најпознатијих слика научника. Сликару је донела орден Легије части када му је било само тридесет пет година.
- Еделфелтова студија за његов портрет Луја Пастера
- Пастеров портрет у његовој лабораторији (1885)

Еделфелт је почеоса сликањем портрета своје породице и рођака, али му је његово умеће врло брзо донело бреојнуклијентелу. 1881. посетио је Санкт Петербург, где му је Руска академија доделила почасно чланство 1878. Велики кнез Владимир, брат руског цара, наручио му је да направи портрете своје деце. То је довело до још једне комисије за сликање деце руског цара Александра III. Године 1896. вратио се у Русију да би направио портрет цара Николаја II.

У фебруару 1899. године, цар Николај II је издао декрет којим се сузбијају политичке слободе Финаца. Еделфелт је мобилисао мрежу финских уметника и културних личности са петицијом руској влади, под називом „Про Финландиа“, тражећи признање независности уметности у Финској. Такође је преузео улогу културног дипломате као комесар финског учешћа на Универселској изложби у Паризу (1900).
- Деца великог кнеза Владимира, брата руског цара (1881)
- Деца руског цара Александра III (1882)
- Портрет цара Николаја II (1896)

Еделфелт је проводио лета у Финској истражујући и сликајући. Док су његове француске слике биле скоро све сцене Париза, његове слике у Финској су ухватиле пејзаж, људе и посебну светлост финског села. Редовно их је представљао на Париском салону. За своју слику црквене службе на отвореном на обали у Хакоу, направио је серију скица у уљу, како би ухватио тачно тоналитете воде и неба.

Његова породица је 1880. године купила летњиковац у приморском граду Хако, у југозападном делу земље. и ту је поставио атеље 1883. године. Често је користио своју породицу и локалне становнике као моделе. Његове слике имају спонтаност и природност која је резултат његовог пажљивог посматрања и емпатије према субјектима.
- Црквена служба поред мора у архипелагу Усима (1881)
- Под брезама, 1881
- Лето, 1883

Еделфелт је врло рано у својој каријери постао мајстор портретног сликарства, што му је давало највећи део прихода. „Портрети за супу, слике за славу“, написао је 1878, цитирајући белгијског уметника Антоана Вирца. Од 1880. па надаље, учествовао је на Париском салону, а портрети су му били главни извор прихода.

Сваки портрет који је насликао укључивао је дуг процес. Имао је серију припремних цртежа оловком и бојом, затим пастелним бојама, пре него што је радио коначну слику. Поред велике пажње на израз модела и позу, он је обраћао велику пажњу на окружење субјекта, укључујући књиге, кућне љубимце или предмете који би могли да осветле личност субјекта.
- Профил младе жене (1882)
- Уметникова сестра, Берта Еделфелт (1884)
- Финска оперска певачица Аино Акте у улози Алцестеа (1902)

Док је сликао портрете утицајних и познатих људи као што је Пастеур, многи од његових најбољих портрета нису настали позирањем модела, већ приказују финске мушкарце и жене у природном окружењу, у сеоском животу или на мору.
- Старија сељанка (1882)
- На мору (1883)
- Девојка са грабљама (1886)
- Жене испред цркве у Руоколахтију (1887)

У априлу и мају 1881. Еделфелт је провео пет недеља у Шпанији где је научио многе нове аспекте уметности и проучавао феномен зван шпањолизам, што је утицај који су шпански утицаји имали на Француску почевши од 1830-их. У Шпанији, Еделфелт је такође стекао дубље разумевање циганске културе и оријентализма који су га одувек занимали. Његова најважнија слика из Гранаде је Гитана Плеше I, жанровски портрет Циганке која плеше.
Еделфелт се дивио песнику Јохану Лудвигу Рунебергу, који је био пријатељ породице. Друштво Рунеберга имало је трајан утицај на Еделфелта, који се с времена на време на својим сликама окретао призорима из финске историје. Еделфелт је наставио да илуструје Рунебергову епску песму Приче заставника Стала.

Еделфелт се касније такође бавио религиозним сликарством, а у својој књизи Христ и Марија Магдалена из 1890. поставио је библијску сцену у фински пејзаж, под утицајем <i>Кантелетара</i>.
- Гитана Плеше I, 1881
- Христ и Марија Магдалена, финска легенда, 1890 (фи)
- Марш пука Бјорнеборг, 1892
- Христос пере ноге својим ученицима, 1898
- Богородица у ружичњаку, 1898

### Лични живот
Послао је мајци стотине писама када је био одсутан. У Паризу је делио студио са Американцем Џулијаном Алденом Виром, који га је упознао са Џоном Сингером Сарџентом . Имао је романтичне везе са бројним женама, укључујући Антонију Бонжеан и Вирџинију у Паризу. Оженио се баронесом Аном Елиз „Елан” де ла Шапел 1888. године, а исте године су добили једно дете, Ерика. Познавали су се од детињства, али њихов брак није имао много топлине. Смрт његове мајке 1901. године га је веома погодила. 
Умро је нагло од срчане слабости 1905. у доби од педесет и једне године. Његовој сахрани присуствовао је велики број угледних Финаца. Његов син Ерик је умро недуго затим 1910.

## Наслеђе
Nordic Moneta је 2013. године одабрао Дечаци који се играју на обали (1884) као најзначајнију финску слику.
У Финској је био један од оснивача реалистичког уметничког покрета. Утицао је на неколико млађих финских сликара и помогао колегама финским уметницима као што су Аксели Гален-Калела и Гуннар Берндтсон да направе свој пробој у Паризу. Међу његовим ученицима био је и Леон Бакст. Еделфелт је био један од првих финских уметника који је стекао међународну славу. Алберт Еделфелт се сматра једним од најистакнутијих уметника златног доба финске уметности. У Порвоу ради музеј под његовим именом. Изабран је као главни мотив на финском комеморативном новчићу који прославља 150. годишњицу његовог рођења, 100 евра Алберт Еделфелт и комеморативном новчићу на слици, искованом 2004. На реверсу је приказано лице уметника.